# أ. ر. شوارتز
أ. ر. شوارتز هو سياسي أمريكي، ولد في 17 يوليو 1926، وتوفي في 10 أغسطس 2018. نشط حزبياً في الحزب الديمقراطي. وقد انتخب عضو مجلس نواب تكساس ‏ وانتخب عضو مجلس ولاية تكساس ‏.